# Vendegies-au-Bois
Vendegies-au-Bois ist eine französische Gemeinde mit 479 Einwohnern (Stand 1. Januar 2022) im Département Nord in der Region Hauts-de-France. Sie gehört zum Arrondissement Avesnes-sur-Helpe und zum Kanton Avesnes-sur-Helpe.

## Geographie
Die Gemeinde Vendegies-au-Bois liegt im Regionalen Naturpark Avesnois am rechten Ufer des Flusses Harpies, 28 Kilometer östlich von Cambrai. Nachbargemeinden von Vendegies-au-Bois sind Neuville-en-Avesnois im Norden, Poix-du-Nord im Nordosten, Bousies im Südosten, Croix-Caluyau und Forest-en-Cambrésis im Süden, Solesmes im Südwesten Beaurain im Westen und Romeries im Nordwesten. 

## Bevölkerungsentwicklung
| Jahr      | 1962 | 1968 | 1975 | 1982 | 1990 | 1999 | 2007 | 2013 | 2021 |
| Einwohner | 453  | 419  | 384  | 374  | 395  | 387  | 456  | 497  | 484  |

## Sehenswürdigkeiten
- Kirche Saint-Humbert (19. Jahrhundert)
- Kapelle Saint-Maurice (1879)
- Schloss (16. Jahrhundert)
- britischer Soldatenfriedhof

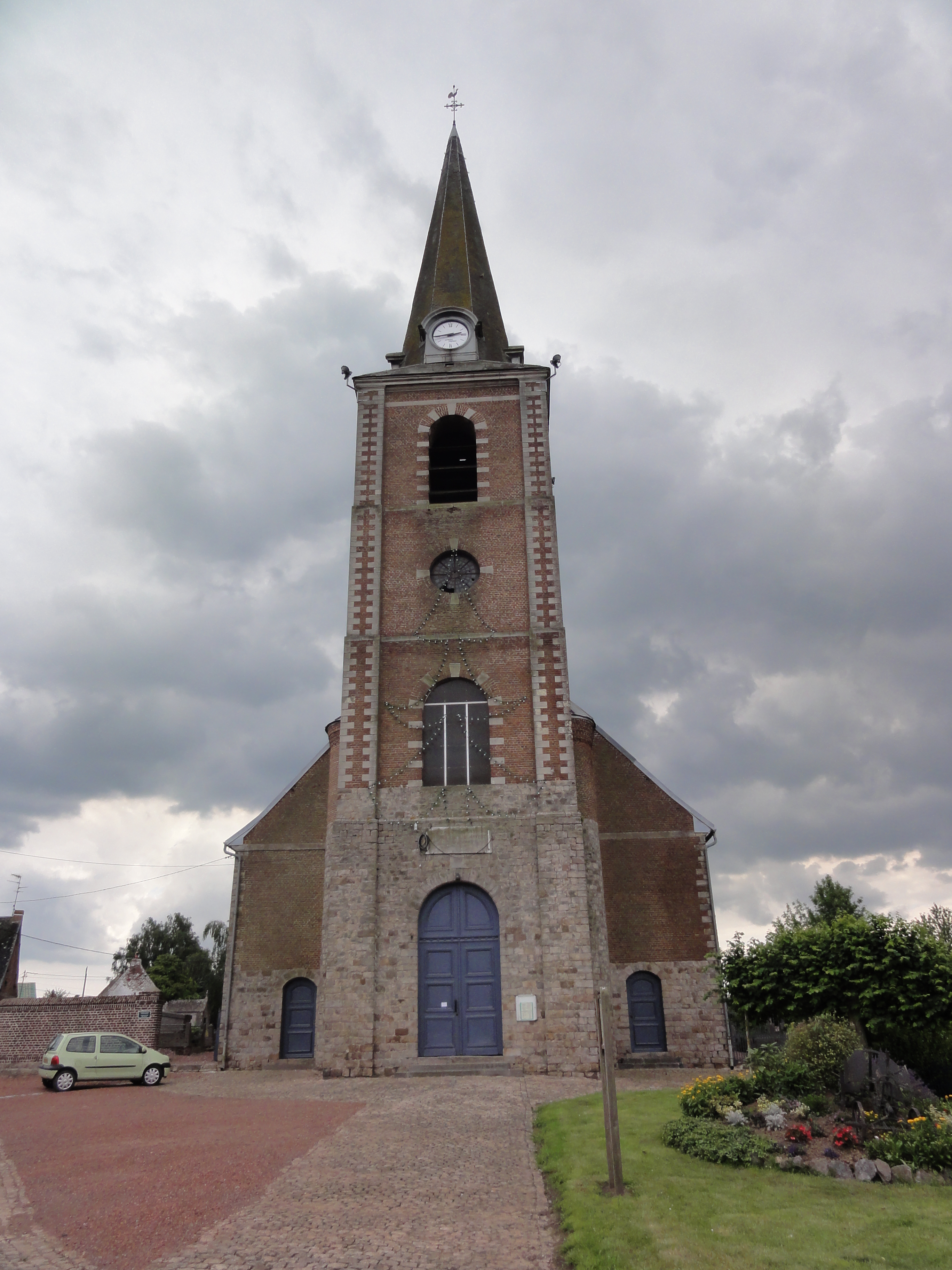
Kirche Saint-Humbert
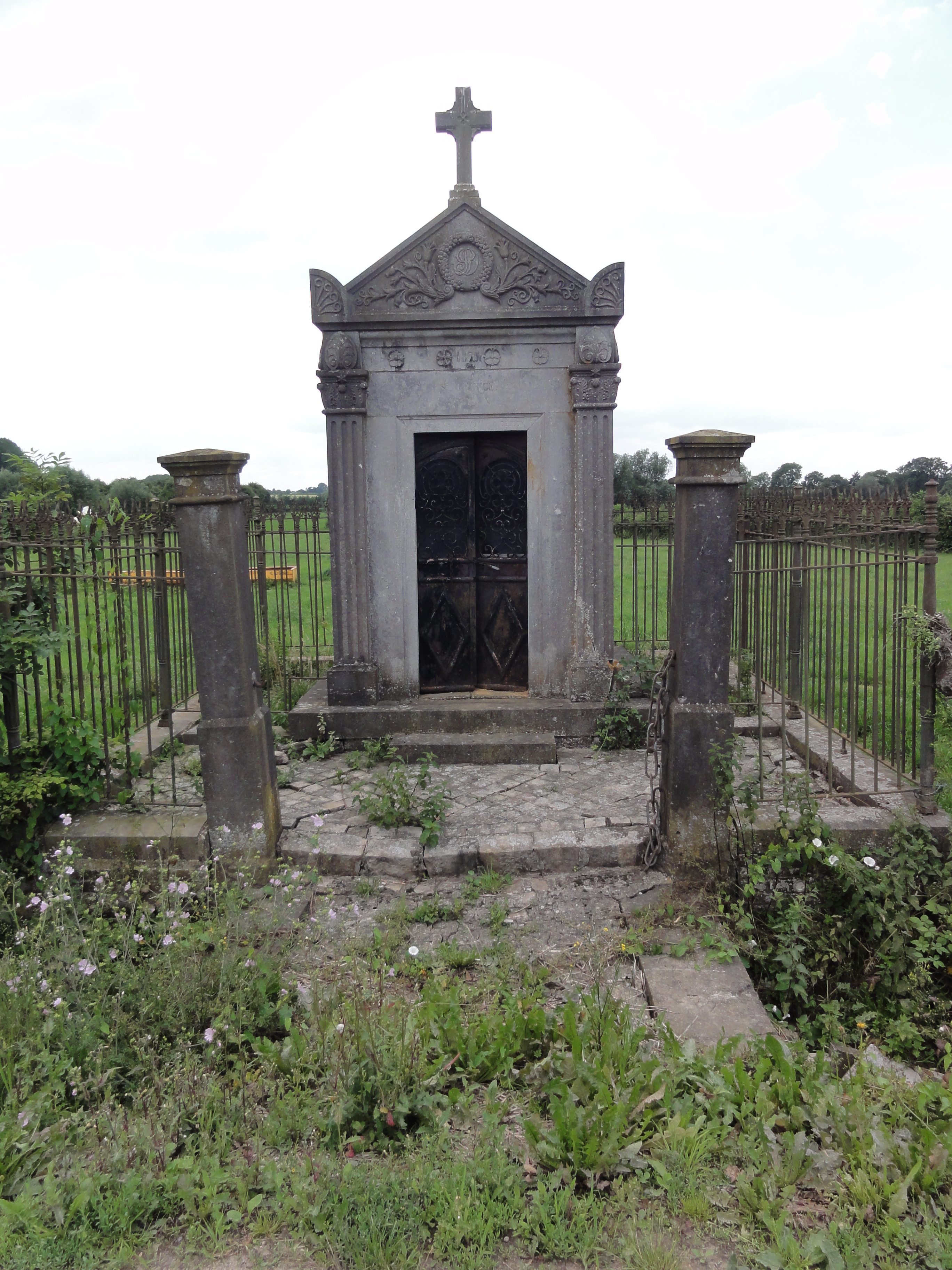
Kapelle Saint-Maurice
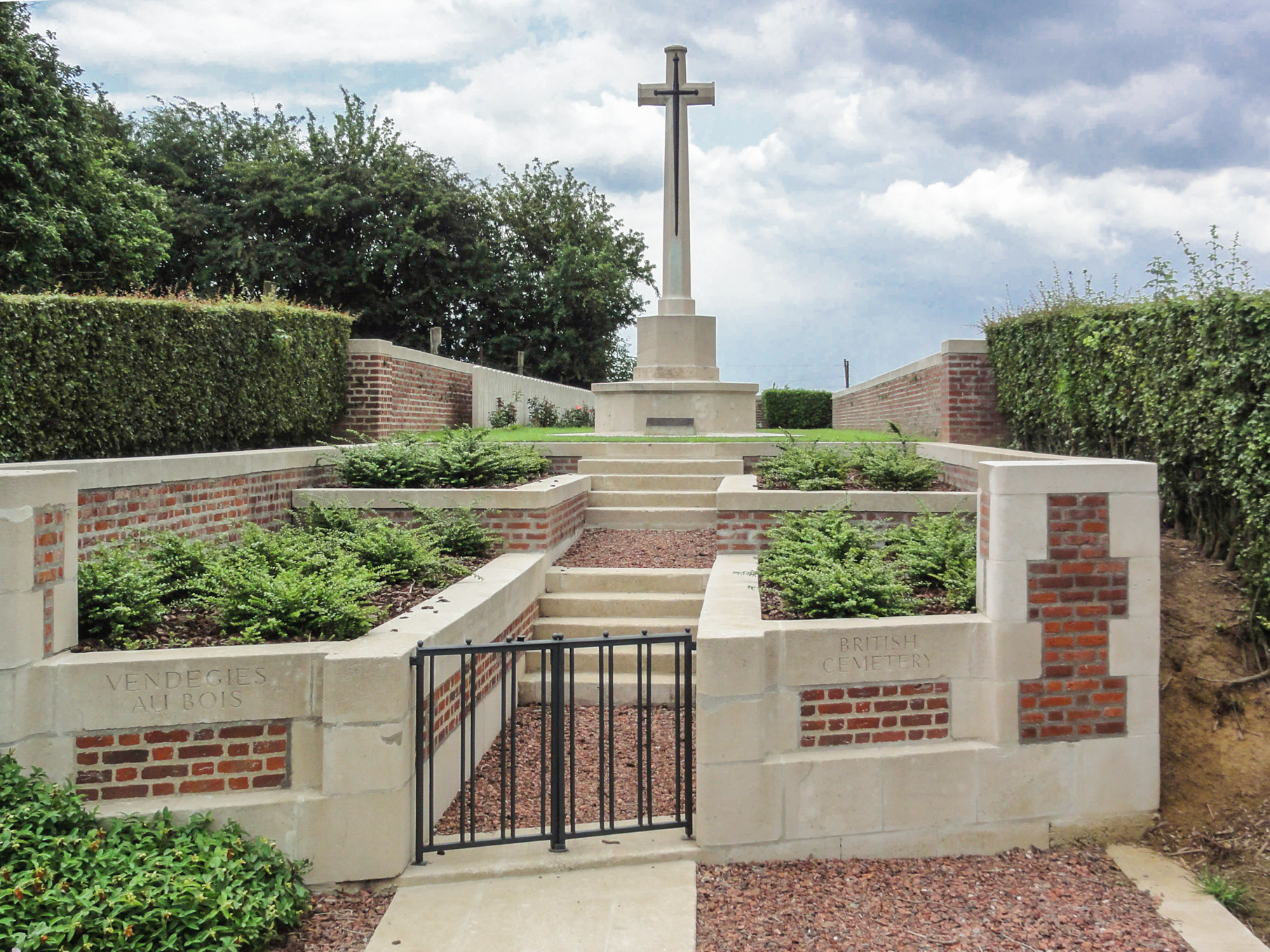
Britischer Soldatenfriedhof
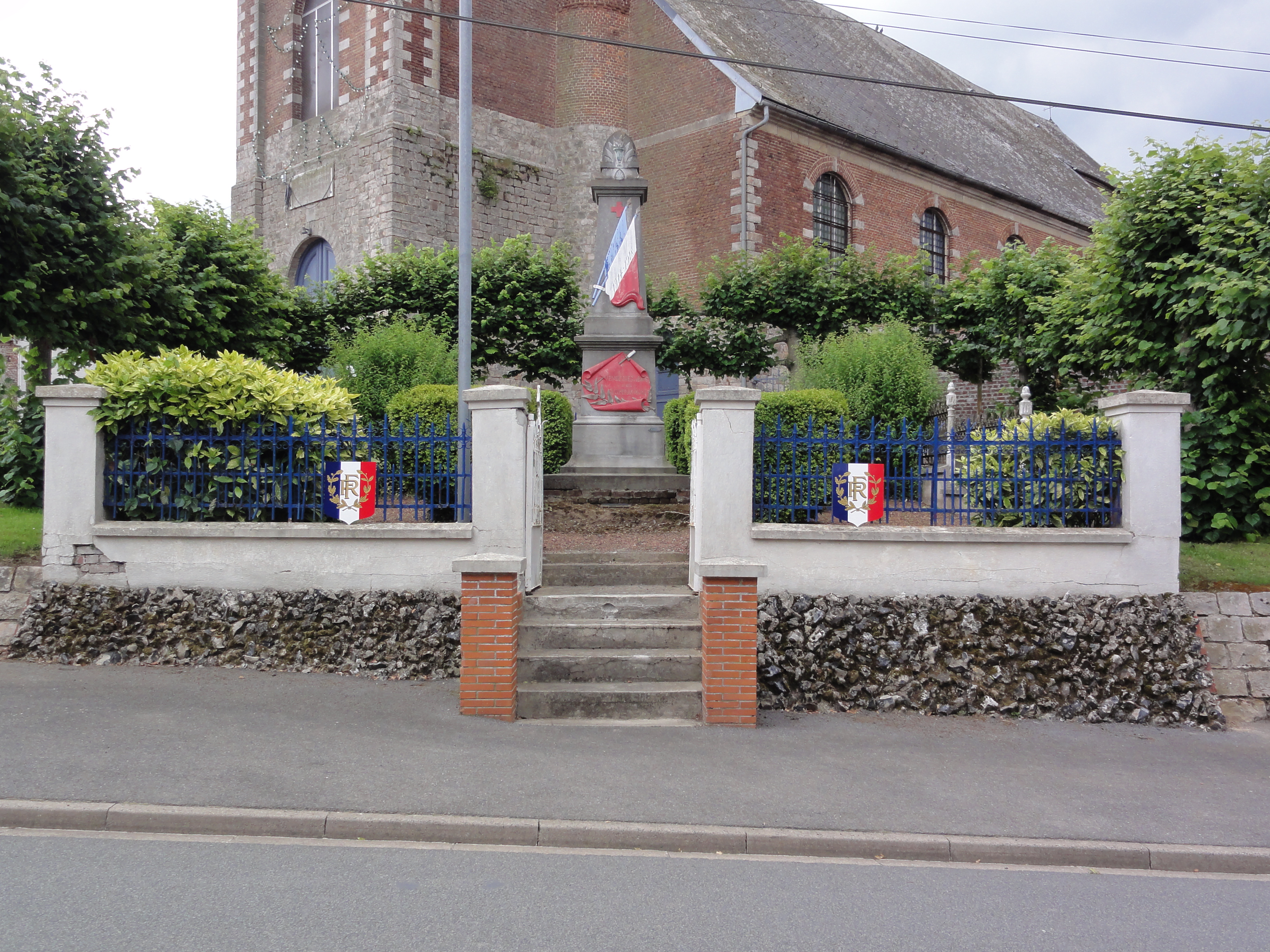
Gefallenendenkmal